# Zespół Laugiera-Hunzikera

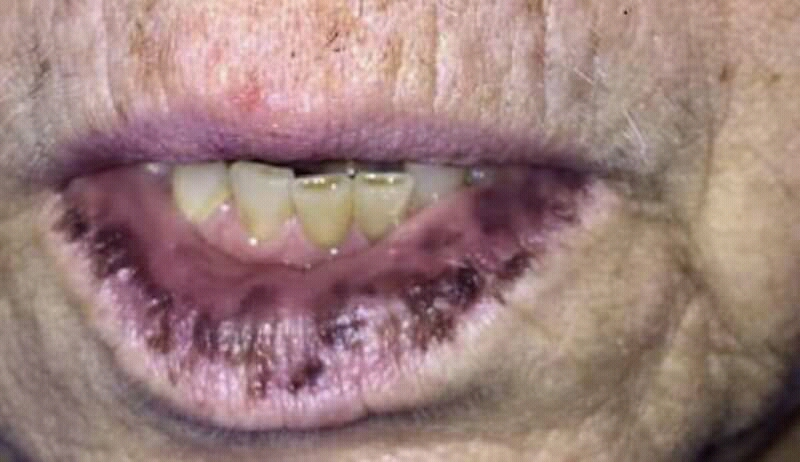

Zespół Laugiera-Hunzikera (ang. Laugier-Hunziker syndrome, LHS) – rzadka choroba dermatologiczna, charakteryzująca się podobieństwem objawów skórnych do zespołu Peutza-Jeghersa. W odróżnieniu od zespołu Peutza-Jeghersa będącego chorobą o poważnym rokowaniu, LHS jest łagodnym stanem nie wymagającym objęcia pacjenta programem badań profilaktycznych. Etiologia zespołu nie jest znana.
Pierwszy opis zespołu pochodzi z 1970 roku.